# Afro Samurai
Afro Samurai (jap. アフロサムライ Afuro Samurai) – seria dōjinshi stworzona przez Takashi Okazaki, opublikowana w latach 1999–2000 w magazynie dōjinshi NOU NOU HAU. W 2007 r. została zekranizowana przez Studio Gonzo w pięcioodcinkową serię anime w reżyserii Fuminori Kizaki. W 2009 r. zrealizowany został pełnometrażowy sequel pt. Afro Samurai: Resurrection, również w reżyserii Fuminori Kizaki. W Polsce anime Afro Samurai emitowane było w 2008 r. w Canal+.

## Fabuła
Historia opowiada o losach Afro Samuraia, od jego najmłodszych lat po dorosłość. Jeszcze jako dziecko będąc świadkiem starcia jego ojca – Rokutaro, z bezwzględnym człowiekiem imieniem Justice. Gdy tamten przegrywa, tracąc tym samym tytuł i przepaskę Numeru Jeden (której posiadacz ma otrzymać moc porównywalną do boskiej) na rzecz Justice'a, Afro poprzysiągł zemstę. Jednocześnie Justice zaprasza go do walki, gdy będzie gotów „by wyzwać boga”.
Tułając się zostaje przygarnięty przez właściciela dojo i bierze udział w treningach, w których nabywa niezbędną do walki wiedzę i doskonali talent odziedziczony po ojcu. Zdobywa przepaskę Numeru Drugiego, i tym samym prawo do wyzwania mordercy swojego ojca, po czym rusza na spotkanie. Po drodze jednak napotyka wiele trudności, m.in. ze strony wojowników wyzywających go do walki (posiadacz przepaski Numeru Drugiego jest zobowiązany do stoczenia każdego pojedynku), wspomnień z dzieciństwa, a także duchów przeszłości. Na domiar złego przepaską interesuje się klan Pustej Siódemki – bezwzględni mnisi nie przebierający w środkach i stroniący od moralności.
Afro Samurai po wielu walkach, wycieńczony dociera na szczyt góry Shumi, gdzie wyzywa Justice'a. Odkrywa tym samym, w jaki sposób ten zabił jego ojca, mimo że był obezwładniony. Walka kończy się  pomyślnie dla samuraja, który wchodzi w posiadanie zarówno przepaski Numeru Jeden jak i Numeru Dwa. Według legendy, której treść zweryfikował Justice przed pojedynkiem, dopiero dzierżenie obu przepasek daje obiecaną moc.
Film kończy się sceną, podczas której Jinno, dawniej przyjaciel z dzieciństwa, teraz zacięty wróg obarczający Afro za śmierć swojej siostry, stają do walki.

## Soundtrack
Muzykę do serialu stworzył amerykański raper i producent muzyczny, członek zespołu Wu-Tang Clan, RZA. Do pierwszej serii serialu soundtrack nazywał się The RZA Presents: Afro Samurai OST, a do drugiej The RZA Presents: Afro Samurai Resurrection OST.